# Дейнека, Василий Степанович
Дейнека Василий Степанович (род. 28 декабря 1949 — ум. 17 февраля 2014) — советский украинский учёный в области кибернетики, доктор физико-математических наук (1991 г.), профессор (1995 г.), академик НАН Украины (2006). Заслуженный деятель науки и техники Украины (2008), лауреат Государственной премии Украины в области науки и техники (1999, 2005). Академик-секретарь Отделения информатики НАН Украины. Удостоен премий им. С. А. Лебедева (1997), им. В. М. Глушкова (2005), им. В. С. Михалевича (2009) и им. А. А. Дородницына (2013); награждён Почетной грамотой Кабинета Министров Украины (2003).

## Биография
Родился в селе Бодаква Лохвицкого района Полтавской области Украины. В 1967 году окончил Червонозаводском среднюю общеобразовательную трудовую политехническую школу № 1 Лохвицкого района Полтавской области. За отличные успехи в учебе, труде и примерное поведение награждён Золотой медалью.
По окончании средней школы (1967) в 1967—1968 годах учился на физико-математическом факультете Ужгородского университета, а затем (1968—1972) — на механико-математическом факультете Харьковского университета.
В 1974—1977 годах учился в аспирантуре Института кибернетики АН УССР. В дальнейшем стал младшим научным сотрудником Кибернетического центра — Специального конструкторского бюро математических машин и систем.
В 1980 году Василий Степанович защитил кандидатскую, а в 1991 — докторскую диссертацию.
В 2000 году избран членом-корреспондентом НАН Украины.
Избран действительным членом НАН Украины 06 мая 2006 по специальности математическое моделирование в экологии. В апреле 2011 г. Василий Степанович был избран академиком — секретарем Отделения информатики НАН Украины.
Читал лекции на кафедре вычислительной математики механико-математического факультета Киевского университета.

## Научная деятельность
В. С. Дейнека получил важные научные и научно-практические результаты в области системного анализа сложных многокомпонентных систем различной природы. Он построил новые классы краевых и частично краевых математических задач в частных производных. На основе использования классов разрывных функций метода конечных элементов для упомянутых классов задач построены вычислительные алгоритмы повышенного порядка точности.
Эти исследования являются фундаментальными результатами мирового значения и составляют фундамент новой информационной технологии высокоточного компьютерного моделирования разнообразных процессов, происходящих в многокомпонентных средах. Теоретические открытия Василия Степановича на протяжении последних 25 лет широко применяются в автоматизированных диалоговых компьютерных системах САРПОК, НЕДРА, DIFUS и в мощной информационной технологии НАДРА-3D анализа сложных процессов в трехмерных (пространственных) многокомпонентных средах с помощью суперкомпьютеров серии СКИТ для решения проблем экологии, строительства, машиностроения и др.
Опубликовал более 380 научных работ и 11 монографий. Был членом редколлегии научных журналов «Вестник Национальной академии наук Украины», «Компьютерная математика» и других. Кроме этого реферировал статьи для международного реферативного журнала «Mathematical Reviews».
Под руководством В. С. Дейнеки защищено 10 кандидатских диссертаций (к 2009). Его ученики отмечены ежегодными Премиями Президента Украины для молодых ученых и Премиями Президиума НАН Украины для молодых ученых и студентов.

## Награды
Лауреат Государственной премии Украины в области науки и техники (в коллективе авторов): в 1999 году — «За цикл монографий по методам системного анализа и информационных технологий управления процессами и полями»; 2005 года За цикл монографий «Разработка новых математических моделей, методов и информационных технологий для решения задач трансвычислительной сложности»".
Удостоен премий НАН Украины им. С. А. Лебедева (1997), им. В. М. Глушкова (2005) и им. В. С. Михалевича (2009). Награждён Почетной грамотой Кабинета Министров Украины (2003).
В 2008 г. В. С. Дейнеке присвоено звание «Заслуженный деятель науки и техники Украины».

## Память

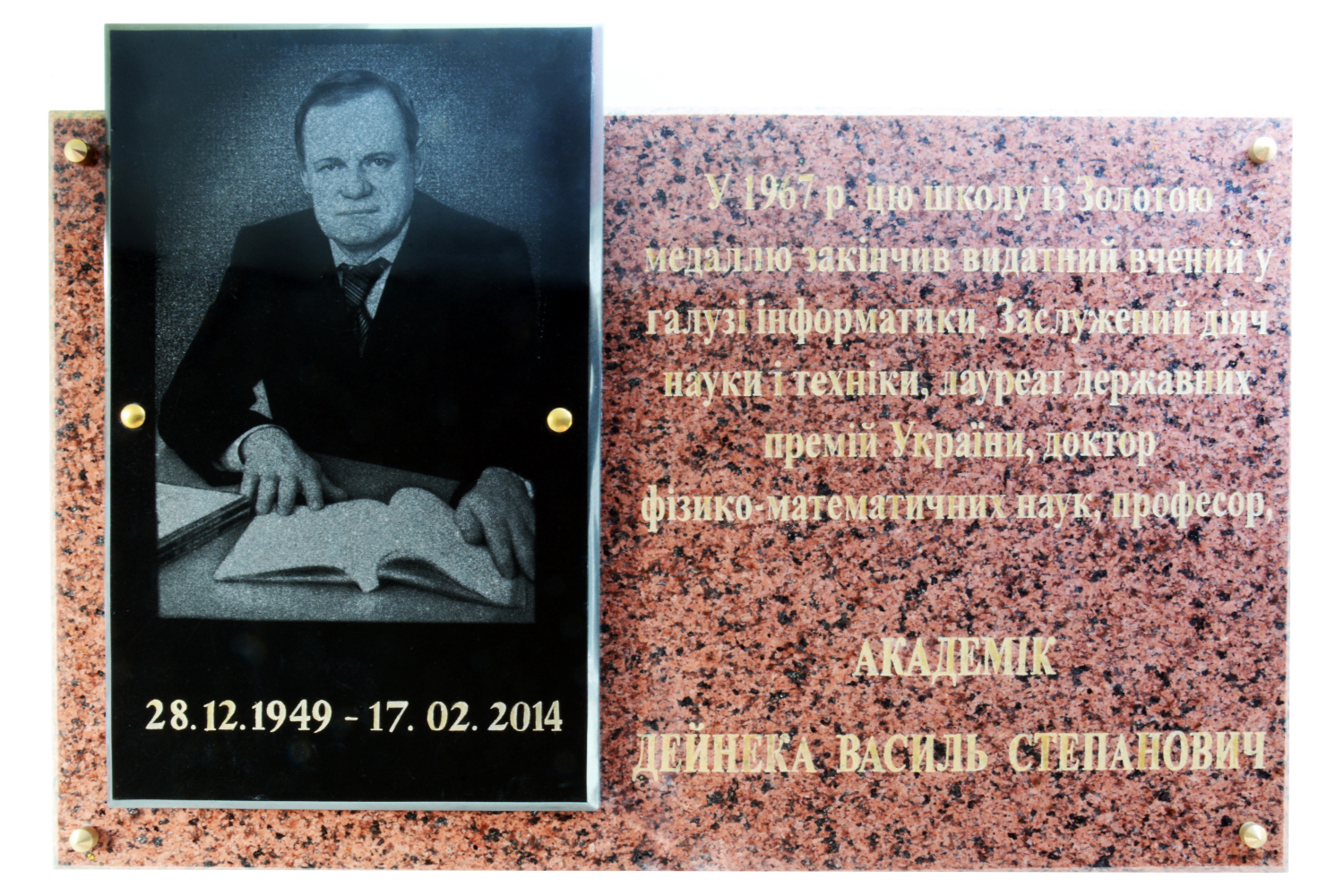
Мемориальная доска Василию Степановичу Дейнеке в Краснозаводской школе № 1 Лохвицкого района Полтавской области

17 апреля 2015 года в Краснозаводской школе № 1 Лохвицкого района Полтавской области общественность города торжественно открыла мемориальную доску Василию Степановичу Дейнеке. Кроме того, Краснозаводская городская рада избрала его почетным гражданином своего города.

## Из библиографии
- Математическое моделирование и исследование процессов в неоднородных средах / И. В. Сергиенко, В. В. Скопецкий, В. С. Дейнека; АН УССР, Ин-т кибернетики им. В. М. Глушкова. — Киев : Наук. думка, 1991. — 431,[1] с. : ил.